# Urbancrest (Ohio)
Urbancrest es una villa ubicada en el condado de Franklin en el estado estadounidense de Ohio. En el Censo de 2010 tenía una población de 960 habitantes y una densidad poblacional de 619,83 personas por km².

## Geografía
Urbancrest se encuentra ubicada en las coordenadas 39°54′6″N 83°5′18″O / 39.90167, -83.08833. Según la Oficina del Censo de los Estados Unidos, Urbancrest tiene una superficie total de 1.55 km², de la cual 1.55 km² corresponden a tierra firme y (0%) 0 km² es agua.

## Demografía
Según el censo de 2010, había 960 personas residiendo en Urbancrest. La densidad de población era de 619,83 hab./km². De los 960 habitantes, Urbancrest estaba compuesto por el 26.35% blancos, el 55.1% eran afroamericanos, el 0.1% eran amerindios, el 2.92% eran asiáticos, el 8.75% eran isleños del Pacífico, el 0.94% eran de otras razas y el 5.83% pertenecían a dos o más razas. Del total de la población el 3.75% eran hispanos o latinos de cualquier raza.